# 塞派希·古斯塔夫
塞派希·古斯塔夫（匈牙利語：Szepesi Gusztáv，1939年7月17日—1987年6月5日），匈牙利男子足球运动员，司职后卫。他曾代表匈牙利参加1964年夏季奥林匹克运动会足球比赛，获得一枚金牌。